# Meltdown (canção)
"Meltdown" é uma canção do cantor irlandês Niall Horan, gravada para seu terceiro álbum de estúdio The Show (2023). Foi composta pelo artista com os colaboradores Amy Allen, Joel Little e John Ryan, tendo sido também produzida pelos dois últimos. A faixa foi lançada como o segundo single de The Show em 28 de abril de 2023, através da própria gravadora de Horan, a Neon Haze, e da Capitol Records.

## Antecedentes e lançamento
Em 15 de fevereiro de 2023, Niall Horan anunciou seu terceiro álbum de estúdio, The Show, com lançamento previsto para 9 de junho de 2023. Em 26 de março de 2023, Horan divulgou a lista de faixas do álbum, onde "Meltdown" aparece como a terceira faixa. Em 13 de abril de 2023, Horan anunciou que a faixa seria lançada como o segundo single do álbum. "Meltdown" foi lançada em 28 de abril de 2023.

## Desempenho comercial

### Paradas semanais
| Parada (2023)                          | Melhor posição |
| -------------------------------------- | -------------- |
| Irlanda (IRMA)                         | 15             |
| Japão (Billboard Japan Hot Overseas)   | 12             |
| Nova Zelândia (RMNZ Hot Singles Chart) | 1              |
| Países Baixos (Single Tip)             | 10             |
| Reino Unido (UK Singles Chart)         | 62             |

## Histórico de lançamento
| Região | Data                 | Formato(s)                      | Gravadora(s)      | Ref.          |
| ------ | -------------------- | ------------------------------- | ----------------- | ------------- |
| Várias | 28 de abril de 2023  | Download digital streaming      | Neon Haze Capitol | [ 12 ] [ 13 ] |
| Itália | 28 de abril de 2023  | Radio airplay                   | Universal         | [ 14 ]        |
| Várias | 25 de agosto de 2023 | CD single vinil de 7" polegadas | Neon Haze Capitol | [ 15 ] [ 16 ] |